# Praomys tullbergi
Praomys tullbergi is een knaagdier uit het geslacht Praomys dat voorkomt van Gambia tot Noordwest-Kenia en Noordwest-Angola, maar de afgrenzing van deze soort is nog verre van duidelijk. Het is de meest algemene en wijdverspreide soort uit de P. tullbergi-groep; sommige soorten uit deze groep zijn mogelijk slechts lokale vormen van P. tullbergi. Het karyotype bedraagt 2n=34.